# Mike Torode
Mike Torode (ur. w 1940 albo 1941, zm. 3 września 2024) – brytyjski polityk, szef ministrów (premier) wyspy Guernsey od 5 marca 2007 do 1 maja 2008.
Torode zastąpił na stanowisku Laurie Morgan, po skandalu związanym z wyłanianiem wykonawcy w przetargu publicznym i dymisji premiera oraz całego jego gabinetu w lutym 2007. W wyborze następcy 5 marca 2007, kandydaturę Torode poparło w parlamencie 24 deputowanych podczas gdy jego rywala, Petera Roffeya, 22.
Torode jest członkiem parlamentu Guernsey od 1982. Początkowo był deputowanym z dystryktu St. Martin's. Obecnie reprezentuje dystrykt South East.